# Air (låt)
Air är en låt framförd av Marcus & Martinus i Melodifestivalen 2023. Låten som deltog i den tredje deltävlingen, gick direkt vidare till final.
Låten är skriven av Jimmy "Joker" Thörnfeldt, Joy Deb, Linnea Deb och duon själva.